# Paul D. Harkins
Paul Donal Harkins (Boston, 15 maggio 1904 – Dallas, 21 agosto 1984) è stato un generale statunitense dell'U.S. Army e primo comandante del MACV (Military Assistance Command, Vietnam) dal 1962 al 1964.
La crescita iniziale delle truppe statunitensi in Vietnam avvenne durante il suo periodo di comando.  Quando lasciò il paese nel giugno 1964, erano presenti fra 11.200 e 16.000 soldati statunitensi in Vietnam. Il suo successore, generale William Westmoreland avrebbe richiesto e ottenuto dal presidente Lyndon Johnson un enorme incremento delle forze a disposizione, fino a raggiungere il numero di oltre 500.000 soldati in Vietnam nel 1968.
Harkins scrisse nel 1969 un libro su George S. Patton. Ricevette un incarico come consulente tecnico nel film sul generale Patton del 1970.